# Inajá (kommun i Brasilien, Paraná)
Inajá är en kommun i Brasilien.   Den ligger i delstaten Paraná, i den södra delen av landet, 900 km sydväst om huvudstaden Brasília. Antalet invånare är 2 988.
Trakten runt Inajá består i huvudsak av gräsmarker. Runt Inajá är det ganska glesbefolkat, med 26 invånare per kvadratkilometer.